# Fort Christiansborg

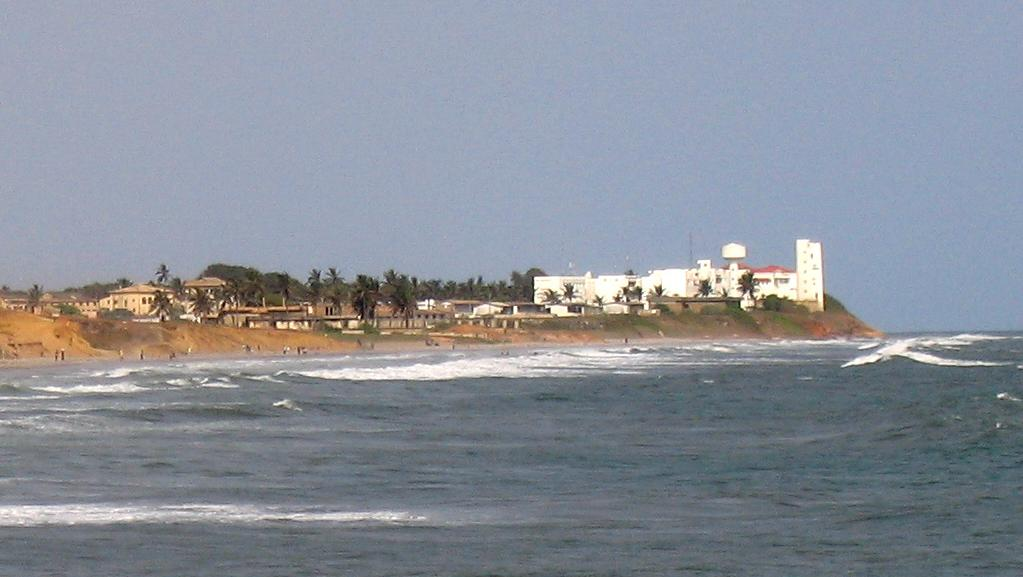
Fort Christiansborg actualmente.

Fort Christiansborg, también conocido Castillo de Osu, fue hasta 2013 la residencia del presidente de la República de Ghana. Se encuentra situado en Osu, distrito de la capital del país, Acra, en la costa atlántica del golfo de Guinea. El fuerte data del siglo XVII y ha cambiado de manos en múltiples ocasiones. El primer fuerte fue construido por los daneses en la década de los 60 del siglo XVII, sin embargo, ha sido reconstruido en varias ocasiones desde entonces. Comenzó a utilizarse como cabeza de gobierno bajo el gobierno colonial británico realizando esta función hasta ser reemplazado por la Golden Jubilee House en Acra en 2009.

## Historia

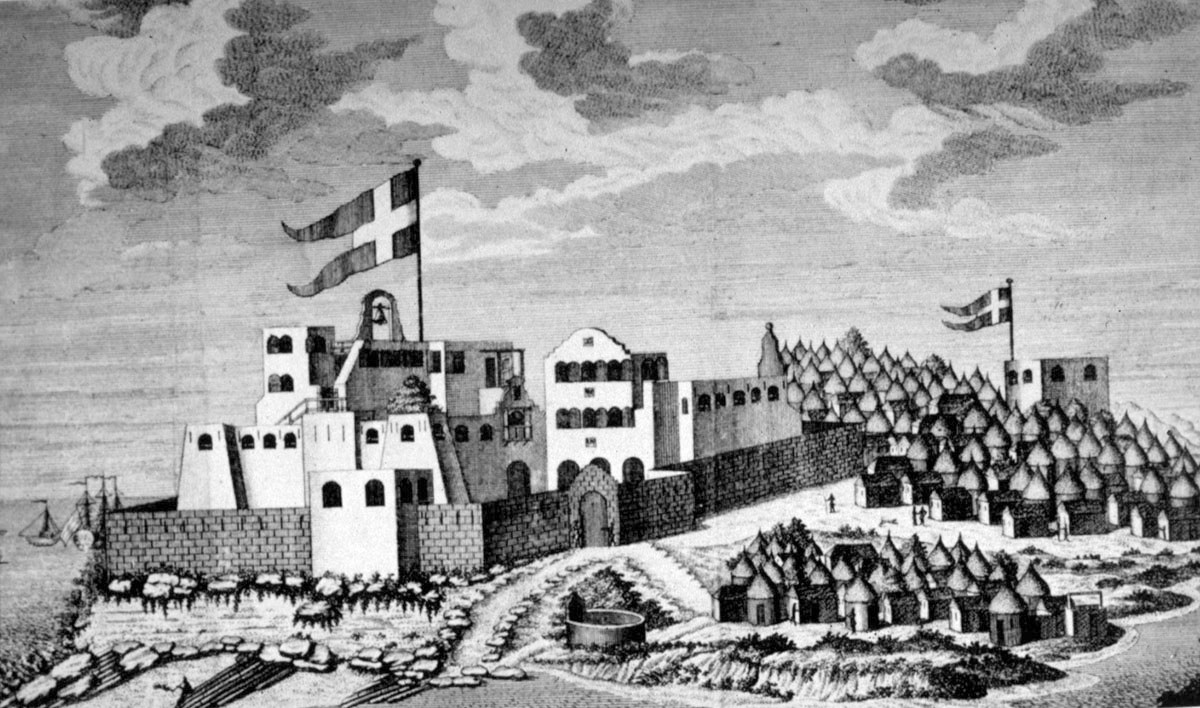
Fort Christiansborg, hoy Osu Castle. En el lado opuesto a la derecha puede verse el Fort Prøvestenen.

La zona fue en un primer momento ocupada por los portugueses (1550), sin embargo, en el siglo XVII la influencia portuguesa fue disminuyendo. El área pasó a control de los suecos en la década de los 50 de ese mismo siglo, dirigidos por el comerciante holandés Henrik Carloff, quien en 1652, obtuvo, por parte del rey de Acra, con el cual había ya hecho negocios previamente, el permiso para construir una pequeña fortaleza. En 1660 pasó a poder de los holandeses que pronto lo perdieron frente a Dinamarca. En 1657 Carloff había viajado de nuevo a África, esta vez representando a Dinamarca ayudando a conquistar los fuertes que él previamente había establecido, entre ellos el fundado en Osu. En su corta vida, el fuerte fue primordialmente utilizado para el comercio de oro y marfil, pero bajo el control danés fue incrementándose cada vez más el comercio de esclavos.
Osu Castle estaba localizado cercano a otros dos fuertes: Fort Crèvecoeur controlado por los holandeses y Fort James controlado por los británicos. Los establecimientos en Osu eran demasiado pequeños como para proveerse de suficientes bienes para competir con los otros. A consecuencia de lo cual los daneses compraron tierras vecinas y expandiendo la construcción, llamando al nuevo fuerte Fort Christiansborg en honor del rey Cristián V. Dinamarca ocuparía el fuerte durante los siguientes 200 años, con algunas interrupciones, y durante mucho de ese tiempo fue la capital de la Costa de Oro danesa.
En 1679 o 1680, el asistente del comandante, Bolten, incitó un motín para asesinarlo. Poco después, un barco portugués comandado por Julião de Campos Barreto llegó al puerto y acordó su compra. El fuerte fue rebautizado como Forte São Francisco Xavier, en honor del misionario católico San Francisco Javier. Los portugueses construyeron una capilla y levantaron una serie de bastiones. El fuerte fue abandonado el 29 de agosto de 1682 después de que la guarnición se amotinase quedando claro que los comerciantes portugueses no podrían competir con los otros poderes de la Costa de Oro. Las fuerzas danesas volvieron en febrero de 1683 después de haber vuelto a comprar el fuerte a los portugueses. En 1685 Fort Christiansborg se convirtió en la capital de la Costa de Oro danesa, remplazando a Fredriksborg.
La tribu de los akwamu ocupó el fuerte en 1693 después de dominar a los ocupantes (muy reducidos en número por las muertes y las enfermedades) después de haberse hecho pasar por mercaderes. Assameni, el líder de los Akwamu, ocupó el fuerte por un año, comerciando con mercaderes de muchas naciones. En 1694 Assameni vendió el fuerte a los daneses por 50 marcos de oro, pero retuvo las llaves del mismo, las cuales permanecen aún hoy en día en poder de la tribu. Los primeros años del siglo XVIII no fueron fáciles para el fuerte, en 1722 los ingleses informaban de su mal estado. Las ampliaciones fueron hechas en ese mismo siglo pero más tarde, sin embargo, las mejoras estructurales fueron hechos en 1824. En la década de 1770 los daneses de Osu entraron en conflicto con los ocupantes holandeses de Acra.
En 1850 los británicos compraron todas las posesiones danesas en la Costa de Oro por 10 000 libras, incluyendo Fort Christiansborg. Dinamarca había estado considerando vender estos puestos avanzados durante mucho tiempo. Después de que el comercio de esclavos fuese abolido estas posesiones pasaron a ser caras de mantener y reportaban pocos beneficios. Gran Bretaña experimentó los mismos problemas, pero estuvo atenta para prevenir el comercio ilegal de esclavos y también una posible expansión de Francia y Bélgica en la zona. En 1862 un terremoto destruyó la mayoría de los pisos superiores, que fueron reconstruidos en madera. Más tarde, el castillo pasó a ser la sede del gobierno colonial. En 1950 los pisos superiores de madera fueron reconstruidos según los planes originales daneses. En 1957, cuando Ghana alcanza su independencia, con la reina Isabel II de Inglaterra como jefe de Estado, el fuerte se convierte en la Casa del Gobierno, residencia del gobernador general. Cuando gana se convierte en república en 1960, el fuerte se convierte en la residencia del primer presidente, Kwame Nkrumah.
En 2005 hubo un gran debate sobre si Osu Castle debía ser remplazado como sede del gobierno. El presidente John Kufuor argumentó que su gobierno no debería estar situado en un castillo que había estado asociado con la esclavitud y también porque sus instalaciones eran inadecuadas. El Congreso Nacional Democrático, argumentó que serían necesarios 50 millones de dólares para construir un nuevo palacio presidencial en otro lugar. Sin embargo, finalmente se decidió la construcción de la Golden Jubilee House, residencia actual de los presidentes de la República.